# Лавров, Алексей Григорьевич
Алексе́й Григо́рьевич Лавро́в (7 февраля 1858 — после 1917) — член IV Государственной думы от Подольской губернии.

## Биография
Православный, из дворян. Могилёв-Подольский домовладелец (дом, оцененный в 2400 рублей).
Окончил физико-математический факультет Санкт-Петербургского университета. Преподавал физику и математику в реальном училище (1884—1893).
В 1893—1912 годах служил податным инспектором. Избирался гласным Поневежской городской думы, в течение четырёх лет состоял почетным мировым судьей в Поневеже. Был председателем полечительского совета коммерческого училища. Дослужился до чина статского советника.
В 1912 году был избран членом Государственной думы от Подольской губернии 1-м и 2-м съездами городских избирателей. Входил во фракцию русских националистов и умеренно-правых (ФНУП), после её раскола в августе 1915 — в группу сторонников П. Н. Балашова. Состоял товарищем председателя комиссии о праздновании 300-летия дома Романовых, а также членом комиссий: по исполнению государственной росписи доходов и расходов, по народному образованию, по городским делам, финансовой, о торговле и промышленности.
В годы Первой мировой войны состоял уполномоченным, а затем ревизором Юго-Западного областного земского комитета помощи больным и раненым воинам.
Судьба после 1917 года неизвестна.

## Семья
Был женат, имел пятерых детей.